# Grand Prix d'été de saut à ski 2017
Navigation
Édition précédente Édition suivante
L'édition 2017 du Grand Prix d'été de saut à ski se déroule du 15 juillet au 3 octobre 2017.

## Grand Prix masculin

### Calendrier et podiums
| Date              | Lieu         | Épreuve           | Vainqueur                                                      | Deuxième                                                                             | Troisième                                                                 |
| ----------------- | ------------ | ----------------- | -------------------------------------------------------------- | ------------------------------------------------------------------------------------ | ------------------------------------------------------------------------- |
| 14 juillet 2017   | Wisła        | Par équipe HS 134 | Pologne- Piotr Zyla - Kamil Stoch - Dawid Kubacki - Maciej Kot | Norvège- Anders Fannemel - Robert Johansson - Kenneth Gangnes - Johann André Forfang | Allemagne- Andreas Wank - Karl Geiger - Andreas Wellinger - Stephan Leyhe |
| 15 juillet 2017   | Wisła        | HS 134            | Dawid Kubacki                                                  | Maciej Kot                                                                           | Karl Geiger                                                               |
| 29 juillet 2017   | Hinterzarten | HS 108            | Dawid Kubacki                                                  | Stephan Leyhe                                                                        | Piotr Zyla                                                                |
| 12 août 2017      | Courchevel   | HS 132            | Dawid Kubacki                                                  | Maciej Kot                                                                           | Denis Kornilov Roman Koudelka                                             |
| 26 août 2017      | Hakuba       | HS 131            | Junshirō Kobayashi                                             | Kenneth Gangnes                                                                      | Klemens Murańka                                                           |
| 27 août 2017      | Hakuba       | HS 131            | Junshirō Kobayashi                                             | Ryōyū Kobayashi                                                                      | Anže Lanišek                                                              |
| 9 septembre 2017  | Snezhinka    | HS 140            | Anže Lanišek                                                   | Evgeniy Klimov                                                                       | Denis Kornilov                                                            |
| 10 septembre 2017 | Snezhinka    | HS 140            | Anže Lanišek                                                   | Junshirō Kobayashi                                                                   | Evgeniy Klimov                                                            |
| 1er octobre 2017  | Hinzenbach   | HS 94             | Dawid Kubacki                                                  | Piotr Żyła                                                                           | Roman Koudelka                                                            |
| 3 octobre 2017    | Klingenthal  | HS 140            | Dawid Kubacki                                                  | Andreas Wellinger                                                                    | Johann André Forfang                                                      |

### Classement
Classement final  :
| Rang | Nom                | Points |
| ---- | ------------------ | ------ |
| 1    | Dawid Kubacki      | 580    |
| 2    | Anže Lanišek       | 351    |
| 3    | Junshirō Kobayashi | 315    |
| 4    | Maciej Kot         | 304    |
| 5    | Evgeniy Klimov     | 280    |

## Grand Prix féminin

### Calendrier et podiums
| Date              | Lieu                   | Épreuve | Vainqueur         | Deuxième         | Troisième              |
| ----------------- | ---------------------- | ------- | ----------------- | ---------------- | ---------------------- |
| 11 août 2017      | Courchevel             | HS 96   | Katharina Althaus | Sara Takanashi   | Yūki Itō               |
| 18 août 2017      | Frenštát pod Radhoštěm | HS 106  | Yūki Itō          | Lucile Morat     | Maren Lundby           |
| 19 août 2017      | Frenštát pod Radhoštěm | HS 106  | Sara Takanashi    | Maren Lundby     | Yūki Itō               |
| 9 septembre 2017  | Snezhinka              | HS 106  | Sara Takanashi    | Julia Kykkänen   | Irina Avvakumova       |
| 10 septembre 2017 | Snezhinka              | HS 106  | Sara Takanashi    | Irina Avvakumova | Maja Vtič Maren Lundby |

### Classement
Classement final  :
| Rang | Nom              | Points |
| ---- | ---------------- | ------ |
| 1    | Sara Takanashi   | 380    |
| 2    | Irina Avvakumova | 290    |
| 3    | Maren Lundby     | 276    |
| 4    | Lucile Morat     | 256    |
| 5    | Yūki Itō         | 220    |